# Enno I de Frisia Oriental
Enno I de Frisia Oriental, conde de Frisia Oriental (1 de junio de 1460 - Friedeburg, 19 de febrero de 1491), fue el hijo mayor de Ulrico I de Frisia Oriental y de Theda Ukena, de la familia gobernante de Frisia Oriental.

## Biografía
Enno I no estaba particularmente interesado en suceder a su padre como conde, de tal modo que Theda se mantuvo en el poder. Enno participó en un peregrinaje a Tierra Santa, y en Jerusalén fue investido Caballero del Santo Sepulcro. Durante su ausencia en el condado, su hermana Almut se enamoró del noble Engelmann von Horstell, drost de Friedeburg. Hicieron planes de boda, pero la madre de Almut, Theda, lo impidió. Sin inmutarse, Almut se trasladó con su prometido a Friedeburg y se llevó con ella las joyas de la familia. Cuando Enno retornó a Frisia Oriental, pensó que su hermana había sido secuestrada, y persiguió al drost en su castillo. Como era invierno, el foso del castillo estaba congelado y Enno creyó que podría cruzarlo.  Desafortunadamente, su armadura era demasiado pesada. Enno se hundió en el hielo y se ahogó.
Enno I solo tenía 30 años cuando murió. Su madre hizo que se hiciera un escudo conmemorativo en su honor, que todavía está expuesto en la Gran Iglesia, actualmente la Biblioteca Johannes-a-Lasco en Emden, en una pared cerca de la cripta de los Señores de Frisia Oriental.